# Ornithocephalus (roślina)
Ornithocephalus – rodzaj roślin z rodziny storczykowatych (Orchidaceae). Obejmuje 56 gatunków występujących w Ameryce Środkowej i Południowej w takich krajach jak: Belize, Boliwia, Brazylia, Kolumbia, Kostaryka, Gujana, Honduras, Meksyk, Gwatemala, Nikaragua, Panama, Peru, Surinam, Trynidad i Tobago, Wenezuela, Windward Islands.

## Systematyka
Rodzaj sklasyfikowany do podplemienia Oncidiinae w plemieniu Cymbidieae, podrodzina epidendronowe (Epidendroideae), rodzina storczykowate (Orchidaceae), rząd szparagowce (Asparagales) w obrębie roślin jednoliściennych.
Wykaz gatunków
- Ornithocephalus alfredoi Archila & Chiron
- Ornithocephalus archilarum Chiron
- Ornithocephalus aristatus Pupulin & Dressler
- Ornithocephalus aurorae D.E.Benn. & Christenson
- Ornithocephalus bicornis Lindl.
- Ornithocephalus biloborostratus Salazar & R.González
- Ornithocephalus bonitensis (Dodson) Toscano
- Ornithocephalus brachyceras G.A.Romero & Carnevali
- Ornithocephalus brachystachyus Schltr.
- Ornithocephalus bryostachyus Schltr.
- Ornithocephalus cascajalensis Archila
- Ornithocephalus castelfrancoi Pupulin
- Ornithocephalus caveroi D.E.Benn. & Christenson
- Ornithocephalus ciliatus Lindl.
- Ornithocephalus cochleariformis C.Schweinf.
- Ornithocephalus cryptanthus (C.Schweinf. & P.H.Allen) Toscano & Dressler
- Ornithocephalus cujeticola Barb.Rodr.
- Ornithocephalus dalstroemii (Dodson) Toscano & Dressler
- Ornithocephalus dodsonii R.Vásquez & T.Krömer
- Ornithocephalus dolabratus Rchb.f.
- Ornithocephalus dressleri (Toscano) Toscano & Dressler
- Ornithocephalus dunstervillei Toscano & Carnevali
- Ornithocephalus ecuadorensis (Garay) Toscano & Dressler
- Ornithocephalus escobarianus (Garay) Toscano & Dressler
- Ornithocephalus estradae Dodson
- Ornithocephalus falcatus Focke
- Ornithocephalus garayi (D.E.Benn. & Christenson) Toscano & Dressler
- Ornithocephalus gladiatus Hook.
- Ornithocephalus grex-anserinus Dressler & Mora-Ret.
- Ornithocephalus hoppii (Schltr.) Toscano & Dressler
- Ornithocephalus inflexus Lindl.
- Ornithocephalus iridifolius Rchb.f.
- Ornithocephalus kalbreyerianus Kraenzl.
- Ornithocephalus lankesteri Ames
- Ornithocephalus lehmannii Schltr.
- Ornithocephalus leslie-garayi Szlach. & Kolan.
- Ornithocephalus longilabris Schltr.
- Ornithocephalus manabina Dodson
- Ornithocephalus micranthus Schltr.
- Ornithocephalus minimiflorus Senghas
- Ornithocephalus montealegreae Pupulin
- Ornithocephalus myrticola Lindl.
- Ornithocephalus numenius Toscano & Dressler
- Ornithocephalus obergiae Soto Arenas
- Ornithocephalus oberonioides (Schltr.) Toscano & Dressler
- Ornithocephalus patentilobus C.Schweinf.
- Ornithocephalus polyodon Rchb.f.
- Ornithocephalus powellii Schltr.
- Ornithocephalus suarezii Dodson
- Ornithocephalus torresii Salazar & Soto Arenas
- Ornithocephalus tripterus Schltr.
- Ornithocephalus tsubotae (P.Ortiz) Toscano & Dressler
- Ornithocephalus urceilabris (P.Ortiz & R.Escobar) Toscano & Dressler
- Ornithocephalus valerioi Ames & C.Schweinf.
- Ornithocephalus vasquezii Dodson
- Ornithocephalus zamoranus Dodson